# Tiu Valles
Tiu Valles est un ensemble de Vallées martiennes situé par 16,23° N, 325,14° E. Tiu est le mot désignant Mars en anglais ancien.
Tiu Valles est une des nombreuses formations en forme de vallées (avec Ares Vallis, Kasei Vallis, Simud Vallis, Shalbatana Vallis, etc.) qui se jettent dans le bassin de Chryse Planitia. Elle a une longueur d'environ 1 720 km.